# Luftseilbahn Jakobsbad–Kronberg
Koordinaten: 47° 19′ 11,8″ N, 9° 19′ 41,9″ O; CH1903: 742851 / 242727

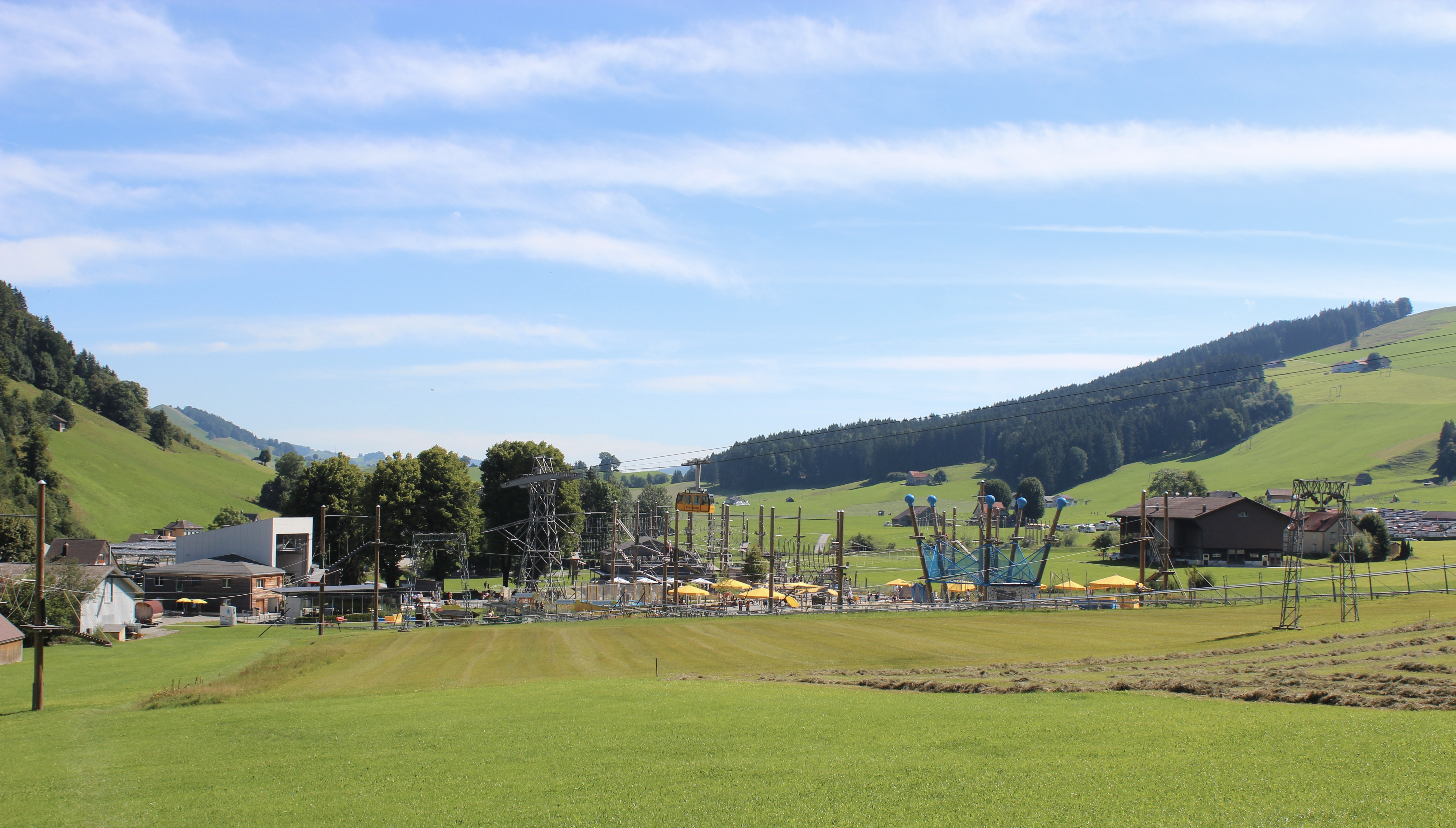
Talstation (2022)

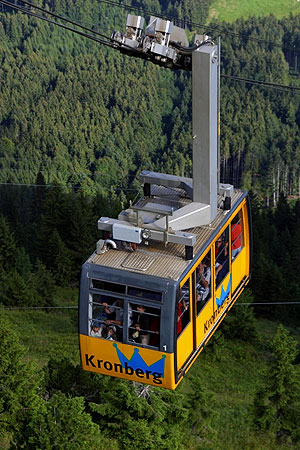
Kabine

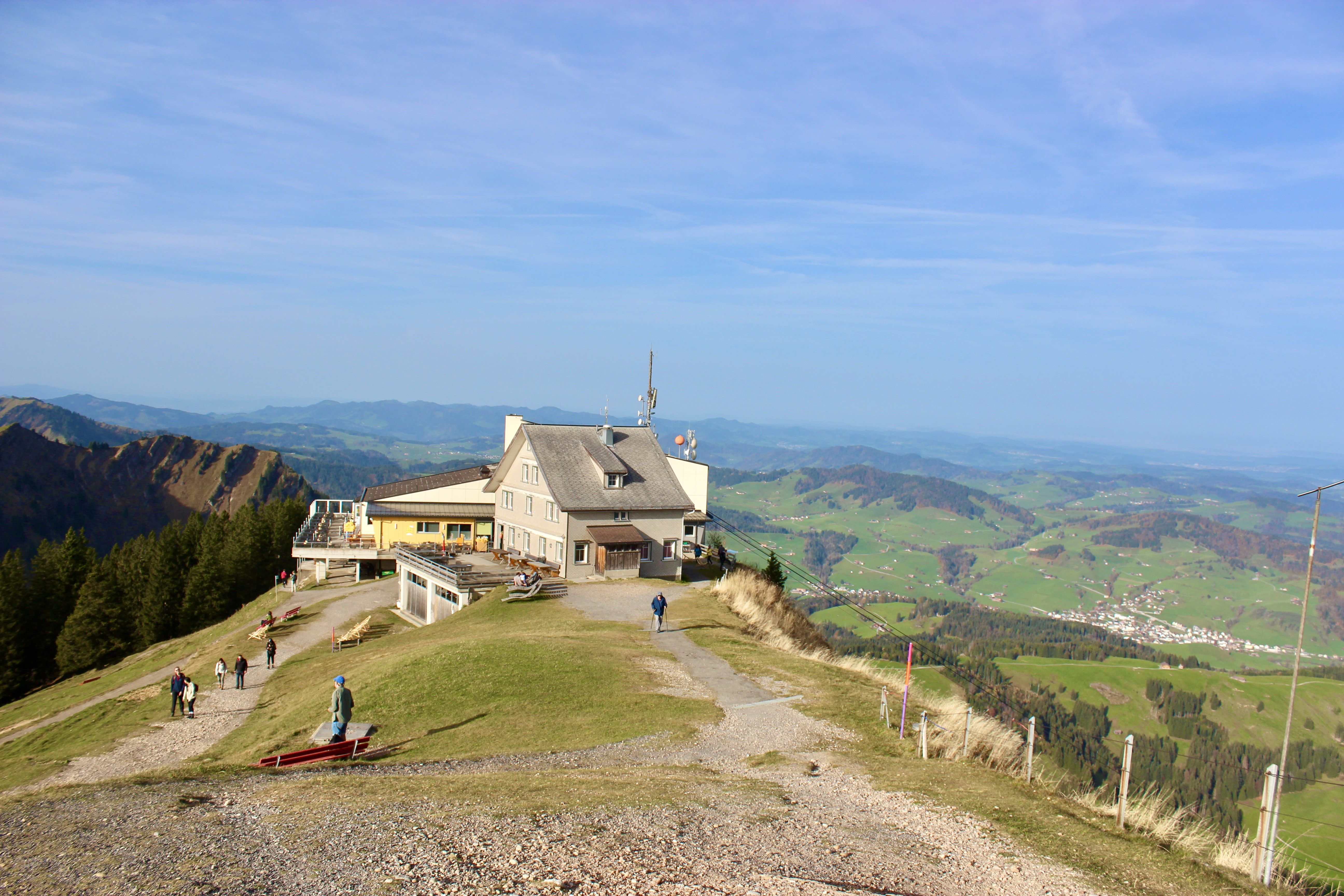
Bergstation mit Berggasthaus

Die Luftseilbahn Jakobsbad–Kronberg ist eine Bergbahn im Ostschweizer Kanton Appenzell Innerrhoden. Betrieben wird sie von der Luftseilbahn Jakobsbad–Kronberg AG in der Ortschaft Jakobsbad im Bezirk Gonten. Die Luftseilbahn hat eine Länge von 3126 Metern und verbindet den Bahnhof Jakobsbad der Appenzeller Bahnen mit dem 1662 Meter hohen Kronberg. Die Fahrzeit beträgt acht Minuten, dabei wird eine Höhendifferenz von 773 Metern überwunden. Die Luftseilbahn hat drei Stützen und wird von einem elektrischen Asynchronmotor mit einer Leistung von 315 Kilowatt angetrieben. Ihre beiden Kabinen haben ein zugelassenes Fassungsvermögen von 44 Personen oder eine zugelassene Zuladung von 3,6 Tonnen. Bei der Bergstation steht das Berggasthaus Kronberg. Die Luftseilbahn ist die Seilbahn in der Schweiz mit der grössten Distanz zwischen zwei Stützen: 2,2 Kilometer.

## Geschichte
Seit dem 28. Juni 1878 gibt es auf dem Kronberg ein Berggasthaus. Dieses befand sich aber nicht auf dem Gipfel, sondern auf der Jakobsalp. Es war Josef Anton Rusch (1896–1990), der die Idee hatte, auf dem Gipfel ein zweites Berggasthaus zu errichten. Für dessen Bau war eine Materialseilbahn mit drei Stützen erforderlich. Am 9. Juni 1935 wurde das neue Berggasthaus eröffnet. Doch der Zweite Weltkrieg machte dem Wirt einen Strich durch die Rechnung: Die Besucher blieben aus, und die Materialseilbahn zerfiel. Am 17. November 1959 wurde das Berggasthaus mit den dazu gehörenden Anlagen an Karl Garaventa (1922–1989) verkauft.
Wie sein gleichnamiger Vater war Garaventa ein Pionier im Seilbahngeschäft. Er führte die von seinem Vater geerbte Gesellschaft «Karl Garaventa’s Söhne AG» in Goldau, eine Firma für Seilbahn- und Maschinenbau (heute Teil der Doppelmayr/Garaventa-Gruppe). Sein Plan war es, die erste Grosskabinenpendelbahn zu bauen. Am 1. Mai 1960 wurde die Idee von der Bezirksgemeinde gutgeheissen, am 7. Juni 1962 die Luftseilbahn Jakobsbad–Kronberg AG im Park des Kurhauses Jakobsbad offiziell gegründet. Der Baubeginn war am 16. April 1963, wobei man zu diesem Zweck die alte Materialseilbahn wieder in Betrieb nahm. Die feierliche Eröffnung der Luftseilbahn erfolgte am 18. Juli 1964.
Das Interesse an der Bahn war gross. Schon am 6. August 1964 konnte man den 20'000sten Passagier begrüssen, am 5. August 1972 den millionsten Passagier empfangen. 2022 war das beste Jahr der Firmengeschichte. Die Kronbergbahn gilt als hoch profitabel. Sie erscheint auf Rang vier der rentabelsten Bergbahnen in der Schweiz in der Gruppe «Unter zehn Millionen Umsatz». Im Jahr 2023 beförderte die Bergbahn 132'386 Personen, davon 106'827 im Sommer und 25'559 im Winter. Insgesamt wurden 7'108 Fahrten durchgeführt.

## Aktivitäten
Neben der Bergbahn betreibt die Luftseilbahn Jakobsbad–Kronberg AG mehrere Gastronomiebetriebe, so das Berggasthaus Kronberg und ein Restaurant in der Talstation. In der Erlebniswelt bei der Talstation betreibt sie auch eine Bobbahn, eine Zipline sowie eine Märliwelt. Die Bobbahn hat eine Länge von 1450 Metern.